# Log (Ruše)
Log is een plaats in Slovenië en maakt deel uit van de gemeente Ruše in de NUTS-3-regio Podravska. De plaats telde 392 inwoners op 1 januari 2020.